# Сисеро (Иллинойс)
Си́серо (англ. Cicero) — город в штате Иллинойс, США.  Пригород Чикаго.  Назван в честь города Сисеро в штате Нью-Йорк, который в свою очередь получил название в честь римского оратора Марка Туллия Цицерона.
Население 83,9 тыс. жителей (2010).

## Экономика
- металлообработка
- производство промышленного и бытового оборудования
- электротехническая промышленность
- радиоэлектронная промышленность[3]